# Anthoúsa (Préveza)
Pour les articles homonymes, voir Anthousa.

Anthoúsa, en grec moderne : Ανθούσα, est un village du dème de Párga, district régional de Préveza, en Épire, Grèce.
Selon le recensement de 2011, la population du village compte 621 habitants.

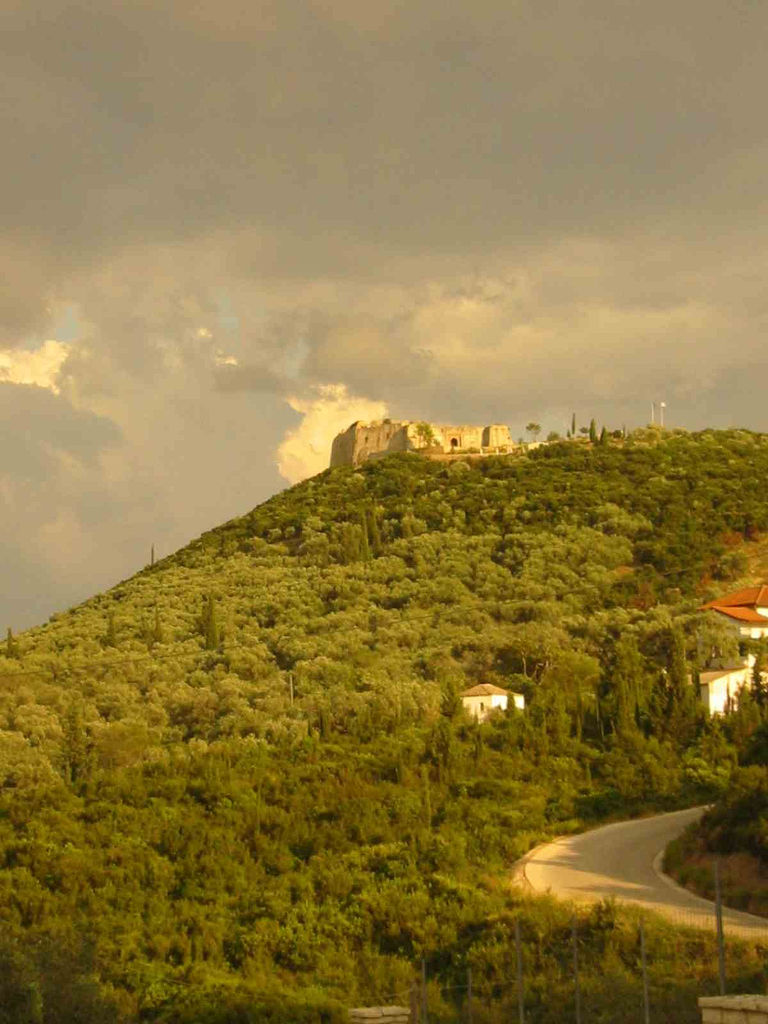
Vue distante du château.